# P.S. Krøyer
 For alternative betydninger, se Krøyer. (Se også artikler, som begynder med Krøyer)
Peder Severin Krøyer (født 23. juli 1851 i Stavanger; død 20. eller 21. november
1909 i Skagen) var en norsk-dansk maler – og en af Skagensmalerne. Han blev født i Norge, men voksede op hos sin moster i København. Onklen var den danske zoolog Henrik Nikolai Krøyer.
Initialerne P.S. stod for Peder Severin; han blev kaldt Søren af sine venner. Krøyers signatur var ofte S K. Hans værker er blandt de dyreste danske malerier på auktion, adskillige har opnået priser over en million kroner.

## Liv og værk
Krøyer viste tidligt evner som tegner, bl.a. illustrerede han en af sin plejefaders marinpublikationer i begyndelsen af 1860'erne.
I årene 1864-70 studerede han på Det Kongelige Danske Kunstakademi – og i 1873 fik han guldmedalje og et stipendium.
Senere i 1870'erne opholdt han sig meget i Hornbæk, hvor han arbejdede udendørs sammen med andre malere. Han rejste til Tyskland og Frankrig, hvor han arbejdede og studerede i flere år. I 1878 rejste han til Spanien og Italien, hvor han besøgte Firenze, Siena og Rom. Her malede han det store og kontroversielle socialrealistiske værk, "Italienske landsbyhattemagere" (Den Hirschsprungske Samling), som gjorde ham berømt på Parisersalonen  dét år, men som vakte stor forargelse, da det blev vist i Danmark. Man  fandt motivet med de svedende og beskidte hattemagere frastødende. 
Et møde i Paris med ægteparret Anna Ancher og Michael Ancher gjorde, at han rejste til Skagen for første gang i 1882. Herefter blev det fremover sommer i Skagen, og begrebet: Skagensmalerne blev skabt med ham som midtpunkt.

### Friluftmaleriet
I løbet af 1800-tallet  blev friluftsmaleriet en selvstændig kunstnerisk praksis, og i  1870’erne blev de franske impressionister kendt for spontane skitser  efter naturen.
Af friluftsmalere der inspirerede kan nævnes Léon Germain Pelouse, Alexandre Defaux, Jean Baptiste Antoine Guilleminet og Ernest Ange Duez. Sidstnævnte havde malet et portræt af maleren Ulysse Butin, der sidder på stranden i gråvejr og maler. Dette portræt har sandsynligvis inspireret Krøyer til hans selvportræt fra 1888 et bestillingsværk til Galleria degli Uffizi, hvor han er optaget som en af få danske malere. Dette værk findes i mange kopier og forfalskninger.
I  1880 i Paris besluttede Krøyer at tage forbi Torino på anbefaling af Laurits Tuxen, for at se malerier af Francesco Paolo Michetti, der var fem  malerier fra Michettis hånd, især to billeder, Muslingefisker. Adriaterhavet. 1877 og Et indtryk fra Adriaterhavet. 1880, billeder med badende og fiskere i vandkanten, gjorde stor indtryk på Krøyer, der senere malede billeder af samme karakter, nemlig badescenerne fra Skagen Strand.
Maleriet Sommeraften ved Skagen Sønderstrand blev i 2005 konserveret, under dette arbejde fandt man sandskorn i oliemalingen over hele maleriet, dette tyder altså på at Krøyer har haft maleriet med på stranden under udførelsen af maleriet. For selv med et maleri af denne størrelse (100 x 150 cm) var det vigtigt for Krøyer at udføre arbejdet som friluftsmaleri, når det gjaldt landskabet, Anna Ancher og Marie Krøyer har han sandsynligvis malet efter fotografi, der findes to fotografier af damerne gående ved vandkanten på stranden.

### Ægteskab
I foråret 1889 blev han forlovet med den unge kunststuderende Marie Triepcke og holdt bryllup på Krøyers fødselsdag hos svigerforældrene i Tyskland. Bryllups-  og studierejse gik til Italien og varede i over to år. Også Marie var  maler, og trods mindre sygdom blev rejsen en stor personlig og  kunstnerisk oplevelse for det nygifte par. 
I 1890'erne var Skagen i centrum, og i 1894 overtog ægteparret et hus i Skagen Plantage, som blev døbt Krøyers Hus.  Nogle af hans mest spændende malerier blev til her, bl.a. forskellige  motiver af sommeraftener ved Skagen strand. Han malede desuden et væld  af portrætter, hvilket gjorde ham til en velstående kunstner.
Krøyer var i stigende grad manisk, og det sled hårdt på hans omgivelser.

#### Vinterbolig
Krøyer og Marie fik i 1897 opført en villa i Bergensgade 10, København, tegnet af arkitekt Ulrik Plesner.

### Hugo – den svenske forfører
Fra 1886 til 1904 blev Krøyer behandlet med kviksølv  og blev syg og mistede næsten synet på venstre øje, kviksølvbehandling  var dengang en form for en universalbehandling og kunne også bruges mod syfilis,  hvad Krøyer fejlede vides ikke med sikkerhed, han kunne måske have  arvet sin mors kronisk maniodepressiv psykose, som i dag er betegnes som  bipolar affektiv lidelse.
Det  var hårdt for Marie og den lille familie. Derfor rejste Marie ind i  mellem væk. På en af disse rejser, som gik til Italien, mødte hun i 1902  den unge, svenske, komponist Hugo Alfvén, som hun forelskede sig i.
Krøyer  ville ikke skilles fra Marie, selv om hun var sammen med en anden mand.  Han håbede, at hun en dag ville komme tilbage til ham. Men først da  Marie ventede Alfvéns barn efter tre år, gik Marie alligevel helt fra  Krøyer og flyttede sammen med Alfvén.
Krøyer blev flere gange indlagt på hospital som sindslidende i Middelfart.  Alligevel fuldendte han et storslået maleri: "Skt. Hansblus på Skagens  Strand" i 1906. Dette billede viser bagest, foran båden, Marie Krøyer  sammen med Hugo Alfvén samt en lang række andre kulturpersonligheder.  Krøyers sygdom tog imidlertid til, og han døde i 1909 i Skagen og blev  begravet på Skagen kirkegård.
Henrik Pontoppidan har skrevet om Marie og PS Krøyer i De Dødes Rige.

## Hæder
- 1872-73, Akademiet
- 1878-80, Det Stoltenbergske legat
- 1882, Thorvaldsen Medaillen
- 1884, guldmedalje, The International and Universal Exhibition, Crystal Palace, London
- 1889, Grand Prix, Exposition Universelle (1889), Paris
- 1891, guldmedalje, Internationale Kunst-Ausstellung veranstaltet vom Verein Berliner Künstler anlässlich seines fünfzigjährigen Bestehens 1841- 1891, Berlin
- 1893, medalje, World's Columbian Exposition, Chicago
- 1900, Grand Prix og Medaille d'or, Exposition Universelle (1900), Paris
- 1906, Treschow

## Galleri
- Familien Hirschsprung besøger familien Krøyer i Skagen i juli 1893.
- Krøyers Hus, 2002.
- Krøyers atelier, 2012
- P.S. Krøyer udfører friluftsmaleriet Badende drenge på Skagen Sønderstrand
Foto: tilskrevet P.S. Krøyer, affotograferet af Jan Weincke (Skagens Museum)
- Marie og P.S. Krøyers hus i Bergensgade 10, Østerbro, København

## Malerier i udvalg
Se også Værker af P.S. Krøyer
I H.Chr. Christensens P.S. Krøyer, 23.juli 1851-20. november 1909, Fortegnelse over hans oliemalerier fra 1923 er i alt registreret 803 oliemalerier.
Krøyer havde en evne til at komponere gruppeportrætter på de store lærreder i alt blev det til fem store lærreder fylder hver især mellem 2 ½ og 14 kvadratmeter.
- P.S. Krøyer,  Et møde i Videnskabernes Selskab, 1897, Det kongelige danske Videnskabernes Selskab. dette maleri blev Krøyers største arbejde rent arealmæssigt (266,7 x 519,4 cm).[19]

- P.S. Krøyer, Industriens Mænd, 1903-04. 115 x 185 cm. Det Nationalhistoriske Museum på Frederiksborg.

- P.S. Krøyer, Selskab i Glyptotheket på Ny Carlsberg, 1888. 144 x 172 cm. Ny Carlsberg Glyptotek.

- P.S. Krøyer, Komiteen for den franske Kunstudstilling i København 1888, 1889. 144 x 221 cm. Ny Carlsberg Glyptotek, København.

- P.S. Krøyer, Fra Københavns Børs, 1895. 259 x 414 cm. Dansk Erhverv.

- P.S. Krøyer, Kunstnerfrokost i Cernay-la-Ville, 1879, Skagens Museum
- P.S. Krøyer, Italienske landsbyhattemagere.Sora, 1880,  Den Hirschsprungske Samling
- P.S. Krøyer, Det Hirschsprungske familiebillede, 1881, Den Hirschsprungske Samling
- P.S. Krøyer, I købmandens bod, når der ikke fiskes, 1882, Den Hirschsprungske Samling
- P.S. Krøyer, Ved Frokosten, 1883, Skagens Museum
- P.S. Krøyer, Fiskere trækker vod på Skagen Nordstrand. Sildig eftermiddag, 1883, Skagens Museum
- P.S. Krøyer, Skagboere går ud på nattefiskeri. Sildig Sommeraften., 1884, Musée d'Orsay
- P.S. Krøyer, Sommerdag ved Skagens Sønderstrand 1884, Den Hirschsprungske Samling
- P.S. Krøyer, Hip hip hurra! Kunstnerfest på Skagen, 1888, Göteborgs konstmuseum
- P.S. Krøyer, Komiteen for den franske Kunstudstilling i København 1888, 1888, Den Hirschsprungske Samling
- P.S. Krøyer, Roser. Haveparti fra Skagen med kunstnerens hustru siddende i en havestol, 1893, Skagens Museum
- P.S. Krøyer, Marie i haven, 1895
- P.S. Krøyer, Døtrene Benzon,  1897, Privat eje[20]
- P.S. Krøyer, Badende drenge en sommeraften ved Skagens strand, 1899, Statens Museum for Kunst, www.smk.dk
- P.S. Krøyer, Sommeraften ved Skagens strand, 1899, Den Hirschsprungske Samling
- P.S. Krøyer, Sankt Hansblus på Skagen strand, 1906, Skagens Museum